# Шепляков, Александр Александрович
Александр Александрович Шепляко́в (род. 13 августа 1996 года, Смоленск, Россия) — российский футболист, вратарь.

## Карьера
Воспитанник смоленского футбола. Начинал свою карьеру в местной команде «Днепр».  
В 2018 году подписал контракт с клубом Премьер-Лиги «Ахмат». Двухметровый Шепляков стал самым высоким футболистом чемпионата, однако на поле в официальных матчах не появлялся. В сентябре 2019 года в качестве свободного агента перебрался в московское «Динамо». Он был включён в заявку клуба на сезон вне регистрационного периода. 
В марте 2020 года заключил соглашение с казахстанским «Окжетпесом». В чемпионате дебютировал 1 июля в гостевом матче против «Кызыл-Жара» (1:3). 
В феврале 2021 года перешёл в ФК «Смоленск». В сентябре 2021 года стал игроком «Луки-Энергии», в июле 2022 года ушёл из клуба.
В 2022 году выступал за медиафутбольный клуб «Деньги».